# Bahnstrecke Altenerding–Pfrombach
| |                      |                                            |                                            |
| Streckenlänge: | 23 km                |                                            |                                            |
| Spurweite: | 1435 mm (Normalspur) |                                            |                                            |
| |                      |                                            |                                            |
| \| \| \| von Erding \| \| \| \| \| Altenerding \| \| \| \| \| nach Markt Schwaben \| \| \| \| \| Aufkirchen \| \| \| \| 3,8 \| Anschluss Kraftwerk Aufkirchen \| Anschluss Kraftwerk Aufkirchen \| \| \| 4,1 \| Mittlere-Isar-Kanal \| Mittlere-Isar-Kanal \| \| \| \| Niederding \| \| \| \| 7,1 \| Markt Schwaben–München Flughafen (geplant) \| Markt Schwaben–München Flughafen (geplant) \| \| \| \| Reisen \| \| \| \| 9,4 \| Eitting \| Eitting \| \| \| 10,8 \| Dorfenkanal \| Dorfenkanal \| \| \| 14,3 \| Sempt-Flutkanal \| Sempt-Flutkanal \| \| \| 14,8 \| Sempt \| Sempt \| \| \| 15,4 \| Lern \| Lern \| \| \| \| Wartenberg \| \| \| \| \| Strogen \| \| \| \| \| Langenpreising \| \| \| \| \| Kraftwerk Pfrombach \| \| \| \| \| \| \| \| Quellen: [1][2] \| \| \| \| |                      |                                            |                                            |
| Strecke |                      | von Erding                                 | von Erding                                 |
| Bahnhof |                      | Altenerding                                | Altenerding                                |
| Abzweig ehemals geradeaus und nach links |                      | nach Markt Schwaben                        | nach Markt Schwaben                        |
| Haltepunkt / Haltestelle (Strecke außer Betrieb) |                      | Aufkirchen                                 | Aufkirchen                                 |
| Abzweig geradeaus und nach links (Strecke außer Betrieb) | 3,8                  | Anschluss Kraftwerk Aufkirchen             | Anschluss Kraftwerk Aufkirchen             |
| Brücke über Wasserlauf (Strecke außer Betrieb) | 4,1                  | Mittlere-Isar-Kanal                        | Mittlere-Isar-Kanal                        |
| Haltepunkt / Haltestelle (Strecke außer Betrieb) |                      | Niederding                                 | Niederding                                 |
| Kreuzung geradeaus unten (Strecken außer Betrieb) | 7,1                  | Markt Schwaben–München Flughafen (geplant) | Markt Schwaben–München Flughafen (geplant) |
| Haltepunkt / Haltestelle (Strecke außer Betrieb) |                      | Reisen                                     | Reisen                                     |
| Bahnhof (Strecke außer Betrieb) | 9,4                  | Eitting                                    | Eitting                                    |
| Brücke über Wasserlauf (Strecke außer Betrieb) | 10,8                 | Dorfenkanal                                | Dorfenkanal                                |
| Brücke über Wasserlauf (Strecke außer Betrieb) | 14,3                 | Sempt-Flutkanal                            | Sempt-Flutkanal                            |
| Brücke über Wasserlauf (Strecke außer Betrieb) | 14,8                 | Sempt                                      | Sempt                                      |
| Bahnhof (Strecke außer Betrieb) | 15,4                 | Lern                                       | Lern                                       |
| Haltepunkt / Haltestelle (Strecke außer Betrieb) |                      | Wartenberg                                 | Wartenberg                                 |
| Brücke über Wasserlauf (Strecke außer Betrieb) |                      | Strogen                                    | Strogen                                    |
| Haltepunkt / Haltestelle (Strecke außer Betrieb) |                      | Langenpreising                             | Langenpreising                             |
| Kopfbahnhof Streckenende (Strecke außer Betrieb) |                      | Kraftwerk Pfrombach                        | Kraftwerk Pfrombach                        |
| |                      |                                            |                                            |
| Quellen: |                      |                                            |                                            |

Die Bahnstrecke Altenerding–Pfrombach war eine etwa 23 Kilometer lange Bahnstrecke in Oberbayern. Sie zweigte in Altenerding von der Bahnstrecke Markt Schwaben–Erding ab und führte entlang des Mittlere-Isar-Kanals bis nach Pfrombach. Die Bahn wurde als Werksbahn für den Bau des Kanals errichtet und später für Güter- und Personenverkehr genutzt.

## Geschichte
Da größere Maschinenteile für den Bau des Mittlere-Isar-Kanals nicht auf der für den Kanalbau 1919 errichteten schmalspurigen Moosbahn transportiert werden konnten, wurde für sie eine Normalspurbahn zum zukünftigen Kraftwerk Aufkirchen errichtet, die von einem Abzweig nahe dem Haltepunkt Altenerding aus an die Kanaltrasse geführt wurde; die Gleise wurden von der Mittlere Isar AG (MIAG) in Eigenregie verlegt, während die Deutsche Reichsbahn den Abzweig bei Altenerding erstellte und dafür 160.000 Mark berechnete.
Der erste etwa 4,5 km lange Abschnitt bis zum Kraftwerk Aufkirchen wurde 1920 gebaut. 1922 wurde die Verlängerung der Bahn eröffnet, die bei Aufkirchen die Kanaltrasse überquerte und dem Kanal nach Norden bis zum zukünftigen Kraftwerk Eitting folgte. Die letzte Verlängerung bis zur Baustelle des Kraftwerks Pfrombach ging 1927 in Betrieb.
Ab September 1944 wurde die Strecke zunächst bis zur Sprengung der Kanalbrücke bei Aufkirchen am 30. April 1945 auch für den Personenverkehr genutzt. Nach deren Wiederaufbau von Ende 1946 wurde der Personenverkehr wiederaufgenommen. Der Betrieb erfolgte zunächst mit einer MIAG-Werkslok von Maffei, seit 1949 mit einer Köf II. 1967 wurde der Verkehr auf der Bahn eingestellt.

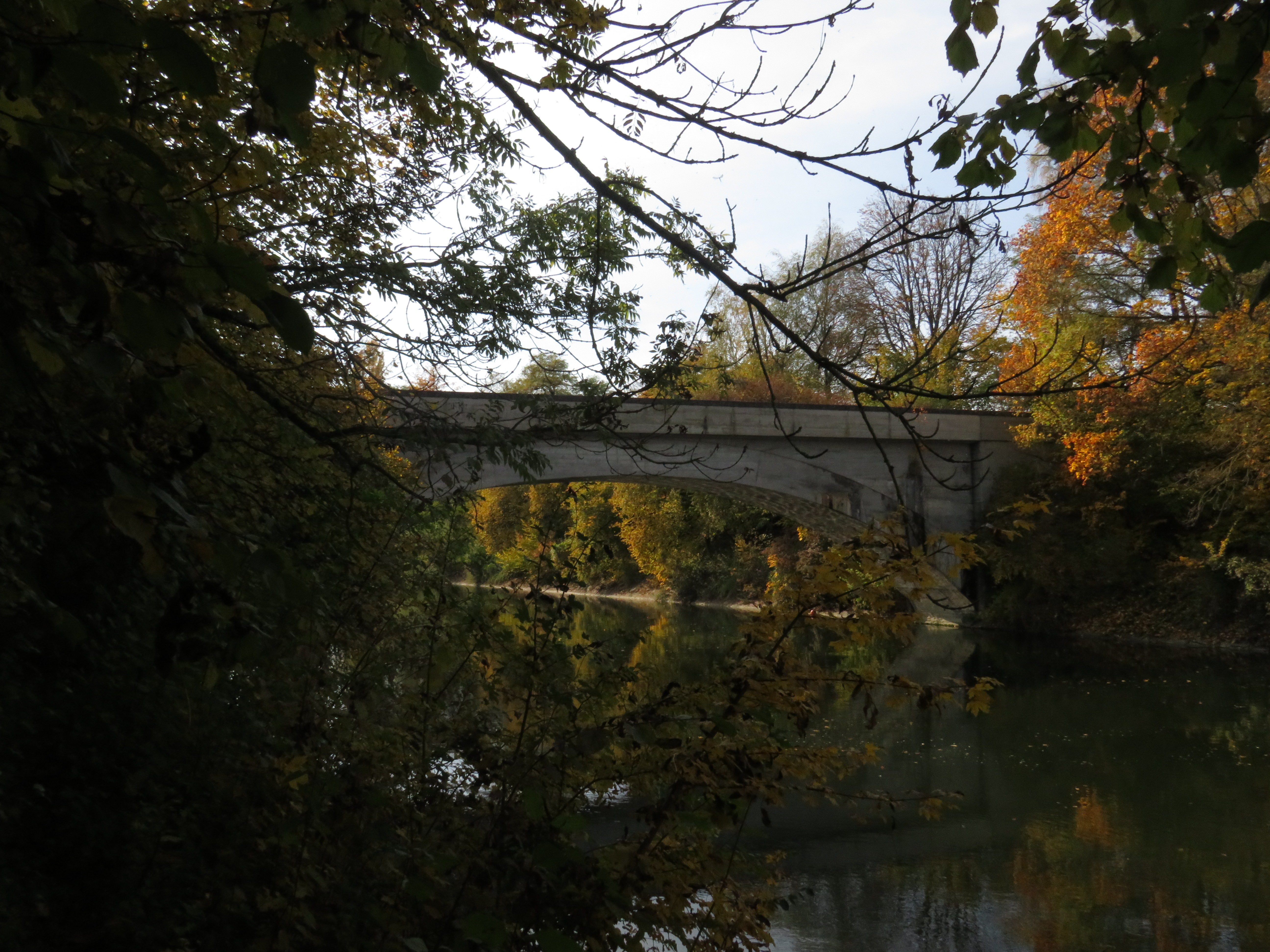
Ehemalige Bahnbrücke über den Mittlere-Isar-Kanal bei Aufkirchen, 2020
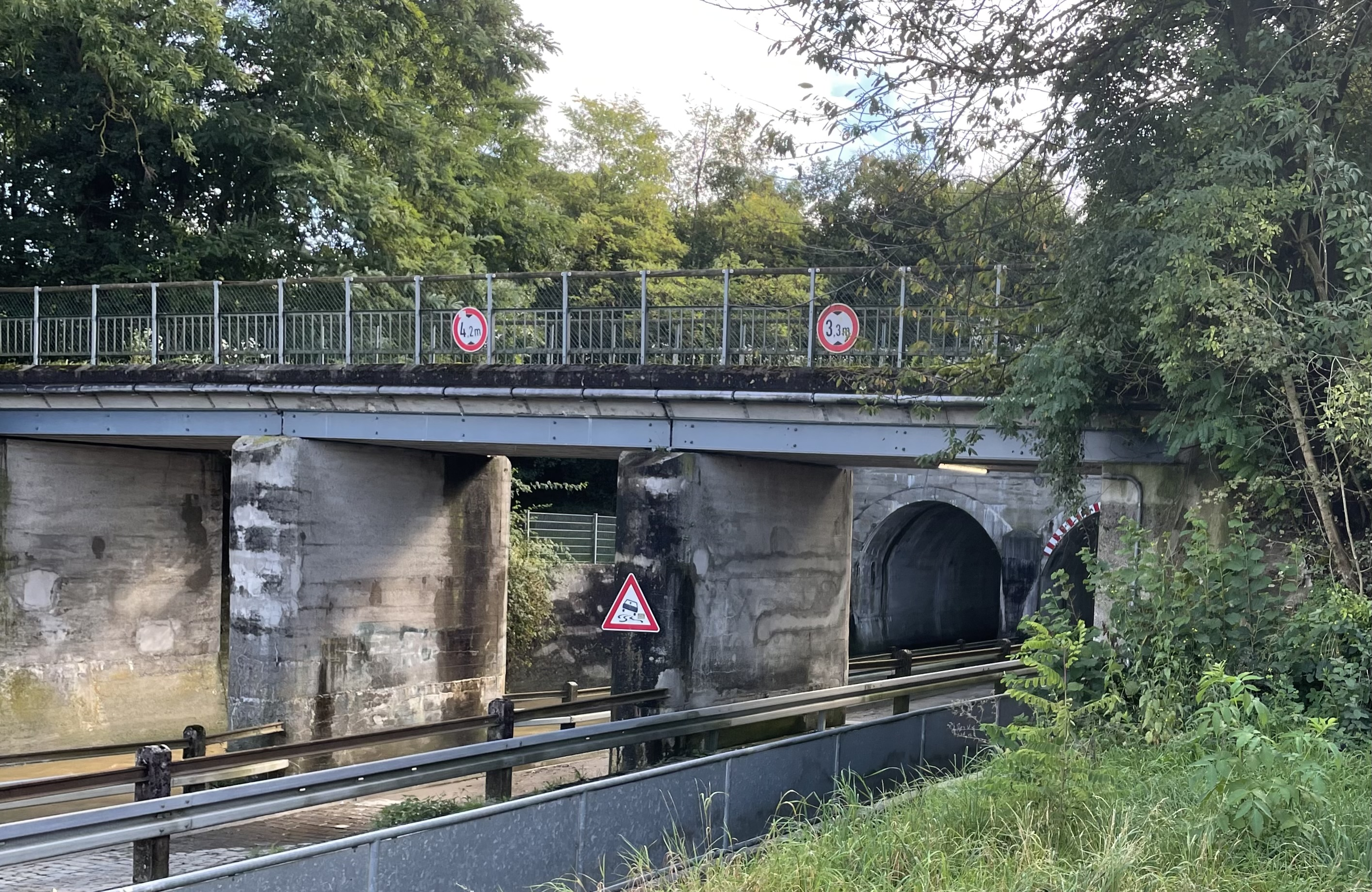
Ehemalige Bahnbrücke über Strogen und Ortsverbindungsstrasse Langenpreising–Wartenberg, 2024